# Municipio de San Ciro de Acosta
El Municipio de San Ciro de Acosta es uno de los 59 municipios que integran el estado mexicano de San Luis Potosí, localizado en la zona sur del estado, su cabecera es el pueblo de San Ciro de Acosta.

## Geografía
San Ciro de Acosta se localiza en la zona centro-sur del estado de San Luis Potosí y tiene una extensión territorial de 614.73 kilómetros cuadrados que representan el 1.02% del territorio total del estado; sus límites territoriales son al oeste y al norte con el municipio de Rioverde, al este el municipio de Lagunillas, al sureste con el municipio de Arroyo Seco del estado de Querétaro y al sur con el municipio de Xichú del estado de Guanajuato.

### Orografía e hidrografía
El extremo sur del municipio se encuentra ocupado por las estribaciones de la Sierra Gorda, en esta zona se alcanzan altitudes de 1,400 a 1,500 metros sobre el nivel del mar, destacando los cerros Bola, Jalapa, Chontel y La Palma; el norte del municipio es más bien plano y ocupado por planicies.
El municipio es atravesado por tres corrientes principales de carácter permanente, el Río Verde, el río Santa María y el río Vaqueros; todos los ríos los recorren en sentido oeste-este, proviniendo del municipio de Ríoverde y continuando hacia el de Lagunillas; el río Santa María se localiza en el extremo sur del municipio y señala el límite estatal con Guanajuato y Querétaro, el río Verde por su parte se encuentra en el norte del municipio y también sirve de límite municipal con Lagunillas; todo el territorio de San Ciro de Acosta pertenece a la Cuenca del río Tamuín y a la Región hidrológica Pánuco.

### Clima y ecosistemas
En San Ciro de Acosta se registran tres tipos de diferentes de climas, una zona muy pequeña en su extremo oeste tiene un clima Seco templado, el tercio noreste tiene un clima semiseco semicálido y el resto del territorio semicálido subhúmedo con lluvias en verano; la temperatura media anual que se registra va de 20 a 22 °C, con excepción de una zona en el oeste del territorio que lo atraviesa de sur a norte y donde el promedio es de 18 a 20 °C; la precipitación media anual en la zona noreste del municipio es de 600 a 700 mm, y en el resto de su extensión es de 700 a 800 mm.
La flora del municipio se encuentra definida por la altitud, en las zonas elevadas de la Sierra Gorda se encuentra bosque, donde destacan especies como el encino, en las zonas bajas la vegetación es la propia de matorral, como gobernadora, mezquite, huizache, nopal y maguey; las especies animales más representativas son coyote, venado cola blanca, liebre, tejón, jabalí, víbora, gavilán, zopilote, tecolote, entre otros.

## Demografía
La población del municipio de San Ciro de Acosta de acuerdo a los resultados del Conteo de Población y Vivienda de 2004 realizado por el Instituto Nacional de Estadística y Geografía es de 9,885 habitantes, de los cuales 4,654 son hombres y 5,231 son mujeres; siendo de esta manera su porcentaje de población masculina de 47.1%, la tasa de crecimiento anual de la población de 2000 a 2005 fue de -1.0%, el 32.3% de los habitantes son menores de 15 años de edad, mientras que entre esa edad y 64 años se encuentra el 53.1%, el 66.5% de los habitantes viven en localidades superiores a los 2,500 habitantes, que por tanto son consideradas urbanas, mientras que únicamente el 0.4% de los habitantes mayores de 5 años de edad son hablantes de alguna lengua indígena.
| Evolución demográfica del municipio de San Ciro de Acosta |        |        |        |       |
|                                                           |        |        |        |       |
| Año                                                       | 1990   | 1995   | 2000   | 2005  |
| Población                                                 | 11,332 | 10,824 | 10,493 | 9,885 |

### Localidades
El municipio de San Ciro de Acosta tiene una totalidad de 68 localidades, las principales y su población en 2005 son las siguientes:
| Localidad                           | Población |
| Total Municipio                     | 9,885     |
| San Ciro de Acosta                  | 6,574     |
| Palo Alto de la Purísima Concepción | 476       |
| La Trinidad                         | 418       |

## Política
El gobierno del municipio de San Ciro de Acosta le corresponte al Ayuntamiento que se encuentra formado por el presidente municipal, un síndico y el cabildo que lo forman un regidor electo por mayoría y cinco regidores electos por el principio de representación proporcional, todos son electos por voto popular, directo y secreto para un periodo de tres años no reelegibles de manera continua pero si para periodos alternados y entran a ejercer su cargo el día 1 de enero del año siguiente a su elección.

### Representación legislativa
Para la elección de diputados locales al Congreso de San Luis Potosí y de diputados federales a la Cámara de Diputados, San Ciro de Acosta se encuentra integrado en los siguientes distritos electorales:
Local:
- X Distrito Electoral Local de San Luis Potosí con cabecera en Ríoverde.[13]

Federal:
- III Distrito Electoral Federal de San Luis Potosí con cabecera en la ciudad de Rioverde.[14]